# Taipei Cinese ai Giochi della XXIII Olimpiade
Taipei Cinese partecipò ai Giochi della XXIII Olimpiade, svoltisi a Los Angeles, Stati Uniti, dal 28 luglio al 12 agosto 1984, con una delegazione di 38 atleti impegnati in dodici discipline.